# Blaise Cendrars
Blaise Cendrars, pseudonimo di Frédéric-Louis Sauser (La Chaux-de-Fonds, 1º settembre 1887 – Parigi, 21 gennaio 1961), è stato uno scrittore svizzero naturalizzato francese.
La sua opera è stata fin dagli inizi caratterizzata dal viaggio e dall'avventura. Nella sua poesia come nella sua prosa (romanzi, corrispondenze, memorie) all'esaltazione della modernità si aggiunge la volontà di crearsi una leggenda dove l'immaginario s'intreccia inestricabilmente al reale.

## Biografia
Si arruolò come volontario straniero nell'esercito francese allo scoppio della prima guerra mondiale. In seguito a una grave ferita riportata in combattimento il 28 settembre 1915 subì l'amputazione del braccio destro, fu riformato e nel febbraio del 1916 ricevette la naturalizzazione francese. La menomazione marcò profondamente l'opera e la vita di Cendrars, che imparò a scrivere con la sinistra; trent'anni dopo, dedicò all'evento e alla sua nuova vita di scrittore mancino il secondo dei suoi libri di memorie (La Main coupée,  Denoël, Paris, 1946).
Poeta, narratore, saggista, reporter, realizzatore cinematografico, sceneggiatore, fondatore di riviste culturali, uomo d'affari, Blaise Cendrars ebbe una forte influenza sulle avanguardie artistiche e letterarie di inizio XX secolo. La sua opera è di grande respiro e un inno alla vita.
Scrisse una delle pagine più sconvolgenti sulla guerra nel romanzo del 1918 J'ai tué ("Ho ucciso"). Qui in versione originale francese (e traduzione in italiano accanto):
(Blaise Cendrars,J'ai tué)
Nel 1921 curò un'antologia, intitolata Anthologie Nègre, composta da racconti raccolti presso diverse tribù africane perlopiù da missionari ed esploratori europei.
Morì nel 1961 e venne sepolto nel Cimitero dei Batignolles, a Parigi.

## Opere tradotte in italiano

### Poesia
- Antologia lirica, introduzione e cura di Luciano Erba, Nuova Accademia Editrice, Milano, 1961
- La Transiberiana, trad. di Orfeo Tamburi, Bucciarelli, Ancona, 1968
- Dal mondo intero,  a cura di Rino Cortiana, Guanda, Milano, 1980, 1998 (con testo a fronte)
- Al cuore del mondo, preceduto da Fogli di viaggio, Sudamericane, Poesie varie, a cura di Rino Cortiana, Libri Scheiwiller, Milano,  1992.
- Aujourd'hui,  a cura di Gian Marco Sivieri, Simona Spaventa, trad. di Sandro Palazzo, L'esperanto, Milano, 1999

### Romanzi
- L'Oro. La straordinaria storia del generale Suter, trad. di Manlio Miserocchi, Edizioni Maria Guarnati, Milano, 1925, 1959; trad. di Maria Martone, Ediz. Tiber, 1929; trad. di Virginio Enrico, Casini, Roma, 1967; trad. di Roberta Maccagnani,  Mondadori, Milano, 1990, poi Guanda, Parma, 2001.
- Moravagine, a cura di Sergio Sacchi, Serra e Riva, Milano, 1981, poi Mondadori, Milano, 1991; traduzione di Leopoldo Carra, Adelphi, Milano, 2018
- Piccole storie negre per i bambini dei bianchi seguite da Com'è che i bianchi un tempo erano neri, con 50 disegni di Pierre Pinsard, trad. di Annalisa Comes, Donzelli Editore, Roma,  2006.
- Rhum. L'avventura di Jean Galmot, trad. di Francesco Colombo, prefazione di Miriam Cendrars, Editori Riuniti, Roma, 1998.
- Hollywood la mecca del cinema, trad. di Emanuela Stella, prefazione di Fernaldo Di Giammatteo, Lucarini, Roma, 1989
- Rapsodie gitane, trad. di Romeo Lucchese, Adelphi, Milano, 1979.
- La mano mozza, trad. di Giorgio Caproni, Garzanti, Milano, 1967, 1993; Guanda, Parma, 2000; Corbaccio, Milano, 2009; trad. di Raphaël Branchesi, Elliott, Roma, 2014
- Capo dei quattro venti, a cura di Claudio Savonuzzi, Il Saggiatore Milano, 1962 (antologia)
- Il raggio verde, a cura di Antonio Castronuovo, Via del vento, Pistoia, 2011
- Ho ucciso. Ho sanguinato, trad. di Francesco Pilastro, con una nota di Paolo Rumiz, Nonostante, Trieste, 2015
- Una notte nella foresta, trad. di Federica Cremaschi, a cura di Riccardo Benedettini, Lamantica Edizioni, Brescia, 2018